# Yvon Petra
Yvon Petra (* 8. März 1916 in Saigon, Vietnam; † 12. September 1984 in Paris) war ein französischer Tennisspieler.
Petra war der Nachfolger der „vier Musketiere“ (Henri Cochet, Jean Borotra, René Lacoste und Jacques Brugnon), die in den Zwanzigern und Dreißigern für Furore auf den internationalen Tennisplätzen gesorgt hatten. 1946 gewann er das Herreneinzel in Wimbledon. Im Doppel gelang ihm 1938 und 1946 ein Sieg bei den Internationalen Französischen Tennismeisterschaften, die er bereits 1937 im Mixed gewann. Er gewann von 1943 bis 1945 die Offenen Französischen Tennismeisterschaften in Paris, die allerdings in diesen Jahren keinen Grand-Slam-Status genossen.
Petra ging mit einer Besonderheit in die Geschichte von Wimbledon ein: Er war der letzte Tennisspieler, der als Spieler auf dem Centre Court lange Hosen trug. Bemerkenswert war sein Sieg auch wegen einer Kriegsverletzung, da er sich als Soldat im Zweiten Weltkrieg eine schwere Verletzung am linken Knie zugezogen hatte. Bis zum Kriegsende weilte er in einem Kriegsgefangenenlager.
Sein letztes Spiel bei einem Grand Slam Turnier spielte er im Alter von 53 Jahren beim Doppel der US Open 1969.
Im Davis Cup bestritt Petra für Frankreich insgesamt 22 Partien, von denen er 15 gewinnen konnte.
2016 wurde er in die International Tennis Hall of Fame aufgenommen.